# Precisionisme

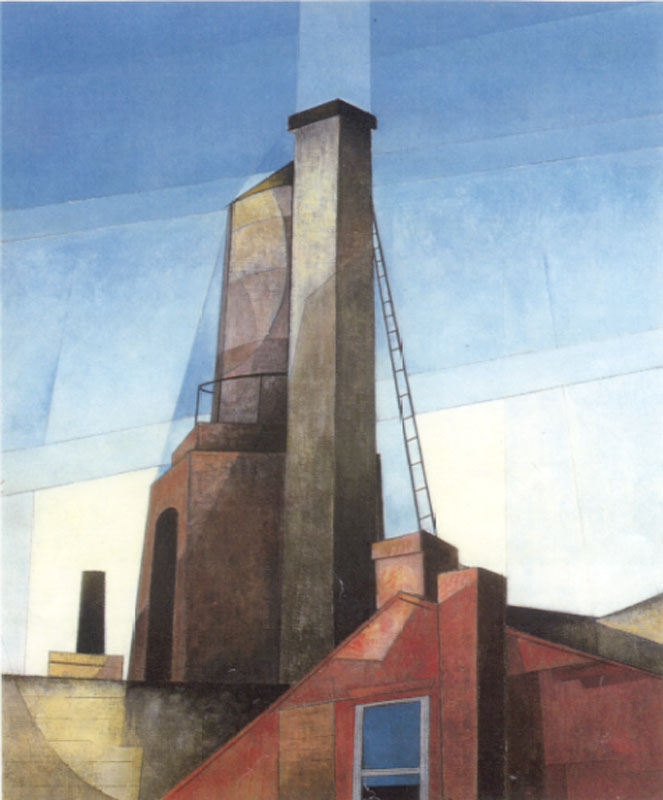
Charles Demuth, Aucassin en Nicolette, olieverf op canvas, 1921

Precisionisme (1920-1940), ook wel kubistisch realisme genoemd, was een kunststroming van de moderne kunst in de 20e eeuw die ontstond na de Eerste Wereldoorlog. De term ontstond in het begin van 1920. Het precisionisme is een onderdeel van het Amerikaanse vroeg-modernisme. Het heeft sterke invloeden vanuit het kubisme en futurisme. Fotografie speelt een belangrijke rol binnen precisionisme. Als voorbeeld wordt veelal landelijke en industriële architectuur gebruikt .
Belangrijke precisionisten zijn Charles Demuth, Charles Sheeler, en Georgia O'Keeffe.

## Amerikaanse beweging

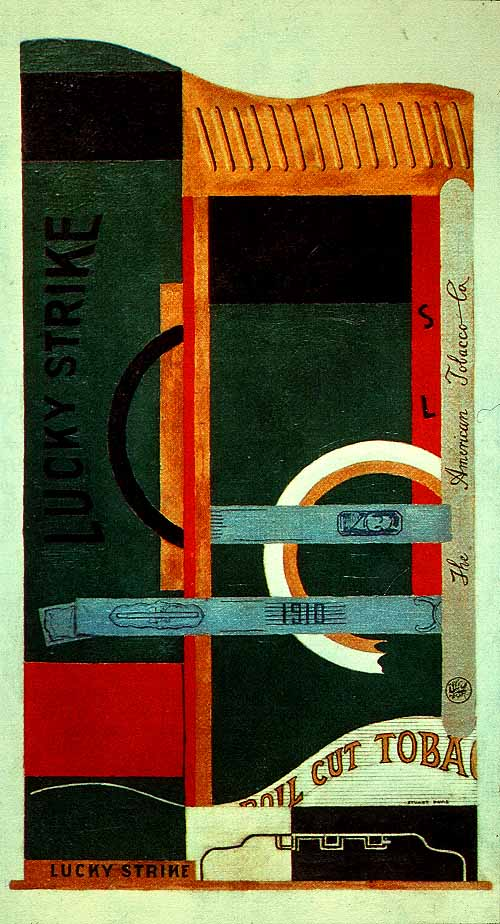
Stuart Davis, Lucky Strike, 1921, olieverf op canvas, Museum of Modern Art, New York

Sterk beïnvloed door het kubisme en het futurisme bevatten de hoofdthema's voorbeelden van de industrialisatie en de modernisatie van het Amerikaanse landschap, deze werden nauwkeurig afgebeeld, met scherp bepaalde en geometrische vormen. De thema's ontstonden vanuit de gestroomlijnde architectuur en machines aan het begin van de 20e eeuw. Precisionistische kunstenaars beschouwden zichzelf als puur Amerikaans en probeerden Europese invloeden te vermijden. Tot op zekere hoogte werd de industriële periode verheerlijkt en maatschappijkritiek vormde geen fundament voor de stijl.
De mate van abstractie in de beweging reikte ver: van Charles Demuths bekende werk I Saw the Figure 5 in Gold (1928) tot Charles Sheelers werk, dat soms grensde aan fotorealisme. Naast schilderijen schiep Charles Sheeler ook foto's van fabrieken en industriële gebouwen. Ook zijn vriend (fotograaf) Paul Strand deed dit.

## Precisionisten
Elsie Driggs, Charles Demuth, Edward Hopper, Charles Sheeler, en Georgia O'Keeffe waren prominente precisionisten. George Ault, Ralston Crawford, Preston Dickinson, Louis Lozowick, Gerald Murphy, Niles Spencer, Joseph Stella, Stuart Davis Peter Blume, Virginia Berresford, Henry Billings en Miklos Suba, Francis Criss, en de fotograaf Paul Strand waren andere kunstenaars die geassocieerd worden met de hard-edged stijl van precisionisme.
De beweging bestond feitelijk niet buiten de Verenigde Staten. Ondanks dat er nooit een manifest was opgesteld, vormden de kunstenaars een hechte groep die erg actief was gedurende de jaren 20 en 30. Ze stelden als groep veel van elkaars werk tentoon. Vooral Georgia O'Keeffe, met schilderijen als New York Night (1928-29), bleef tot de jaren 60 verbonden met de precisionistische idealen. Hoewel haar bekendste werken niet nauw verbonden zijn met het precisionisme ligt een groot deel van haar werk in één lijn met het precisionisme. Haar man, fotograaf Alfred Stieglitz, werd beschouwd als een mentor voor de groep.
Hun kunst zou later invloed hebben op de stromingen als het magisch realisme en de pop art.